# GP Sven Nys 2004
De 5e editie van de cyclocross GP Sven Nys op de Balenberg in Baal werd gehouden op 1 januari 2004. De wedstrijd maakte deel uit van de GvA Trofee veldrijden 2003-2004. Sven Nys won de wedstrijd voor de tweede keer op rij en de tot dan toe vierde keer.  

## Mannen elite

### Uitslag
| Plaats | Naam                | Ploeg                 | Tijd    |
| ------ | ------------------- | --------------------- | ------- |
| 1      | Sven Nys            | Rabobank              | 58'06"  |
| 2      | Ben Berden          | Saey-Deschacht        | + 11"   |
| 3      | Tom Vannoppen       | Palmans-Collstrop     | + 24"   |
| 4      | Peter Van Santvliet | Spaar Select          | + 33"   |
| 5      | Bart Wellens        | Spaar Select          | + 44"   |
| 6      | Erwin Vervecken     | Spaar Select          | + 52"   |
| 7      | Christian Heule     | Macandina-Kewa Rad-VC | + 56"   |
| 8      | Sven Vanthourenhout | Quick Step-Davitamon  | + 1'05" |
| 9      | Davy Commeyne       | Palmans-Collstrop     | + 1'06" |
| 10     | Maxime Lefebvre     | onbekend              | + 1'07" |